# Daniel Nicolás González
Daniel Nicolás González Álvarez (Montevideo, 23 giugno 1997) è un calciatore uruguaiano, attaccante del Progreso.

## Carriera
Ha esordito nella massima serie uruguaiana con il Cerro nella stagione 2016.